# .jo
.jo este un domeniu de internet de nivel superior, pentru Iordania (ccTLD).